# A Pesti Magyar Színiakadémián végzett hallgatók listája
1966-2000 között Nemzeti Stúdió néven a Nemzeti Színház stúdiójaként működött. 2000-től a Pesti Magyar Színház megalakulásával Pesti Magyar Színiakadémia néven működik tovább.

## Nemzeti Stúdió (1966–2000)

### 1991–1994
Osztályvezetőː Kézdy György, Nagy Zoltán, Trokán Péter
- Bori Tamás
- Bozsó Péter
- Gellért Éva
- Hegedűs Zsuzsa
- Kelemen Tímea
- Kovács Zoltán
- Mandel Helga
- Nagyváradi Erzsébet
- Samu Nagy Ádám
- Szatmári Attila
- Szinai Eszer
- Törtei Tünde
- Urbán Andrea

### 1992–1995
Osztályvezetőː Császár Angela, Szélyes Imre
- Baranyi Péter
- Bordás János
- Buza Tímea
- Divinyi Réka
- Elek Ferenc
- Fullajtár Andrea
- Gryllus Dorka
- Gyuriska János
- Juhász Árpád
- Lázár Csaba
- Lévay Viktória
- Tallián Mariann
- Tóth Roland
- Varga Szabolcs

### 1993–1996
Osztályvezetőː Bodolay Géza, Peremartoni Krisztina
- Bárd Noémi Polli
- Jánosi Dávid
- Kékkovács Mara
- Presits Tamás
- Rácz János
- Soltész Erzsébet
- Szabados Éva

### 1994–1997
Osztályvezetőː Hámori Ildikó, Kőváry Katalin
- Bíró Szilvia
- Bodnár Vivien
- Bródy Norbert
- Gula Péter
- Mátthyássy Szabolcs
- Páris Noémi
- Terescsik Eszter

### 1995–1998
Osztályvezető: Szélyes Imre, Császár Angela
- Balázs Zoltán
- Barta Mária Viola
- Botos Karolina
- F. Nagy Erika
- Szina Kinga
- Szoták Andrea
- Vankó Dániel
- Varga Zsolt

### 1996–1999
- Borombovits Ágnes
- Gerle Andrea
- Halas Adelaida
- Kovács Katalin
- Kristán Attila
- Mohácsi Nóra
- Moser Károly
- Sás Péter
- Szanitter Dávid

### 1997–2000
Osztályvezetőː Gaál Erzsi, Csizmadia Tibor, Béres Ilona
- Chajnóczky Balázs
- Czirják Csilla
- Cseh Zsuzsanna
- Jarovinszkij Igor
- Kedvek Richárd
- Makranczi Zalán
- Száraz Dénes
- Szkotniczky Éva
- Veress Dóra

## Pesti Magyar Színiakadémia (2000–)

### 1998–2001
- Andrádi Zsanett
- Benedek Péter
- Danis Lídia
- Danka Gergő
- Ferenczi Anett
- Helyes Georgina
- Kakasy Dóra
- Kovács Ferenc
- Mangó Melinda
- Tóth Bernadett
- Varju Kálmán

### 1999–2002
Osztályvezetőː Huszár László, Sipos Imre
- Andássy Máté
- Benedekfi Katalin
- Ferency Attila
- Fornwald Andrea
- Friedenthál Zoltán
- Keresztesi László
- Klingler Katalin
- Kovalik Ágnes
- Makra Szonja
- Sallai Nóra
- Szente Vajk
- Varga Gábor

### 2000–2003
Osztályvezetőː Őze Áron, Szélyes Imre
- Barabás Réka
- Horváth Anna
- Kisfalusi Lehel
- Mészáros András
- Ozsgyáni Mihály
- Ölvedi Réka
- Simon Kornél
- Szabó Máté

### 2001–2004
- Borbély András
- Kovács Judit
- Lass Beáta
- Szauter Dominika
- Téglás Márton
- Vass Teréz

### 2002–2005
Osztályvezetőː Huszár László, Sipos Imre
- Bartus Patrícia
- Fándly Csaba
- Horváth Andor
- Koblicska Lőte
- Majorfalvi Bálint
- Tarpai Viktória

### 2003–2006
Osztályvezetőː Őze Áron, Szélyes Imre
- Endrődi Ágnes
- Gulácsi Tamás
- Harcsik Róbert
- Jankovics Anna
- Kovács Zoltán
- Magyar Tímea
- Molnár Ágnes
- Nagy Veronika
- Papp Orsolya Júlia
- Rák Zoltán
- Tövispataki Beáta

### 2004–2007
Osztályvezetőː Császár Angela, Varga Éva
- Gádor Tamás
- Jánosi Ferenc
- Kelemen Kata
- Krémer Sándor
- Meggyes Krisztina
- Végh Judit

### 2005–2008
Osztályvezetőː Huszár László, Sipos Imre
- Aradi Imre
- Bartalis Blandina
- Horváth Zoltán
- Ponty Tamás
- Radvánszki Szabolcs
- Soltész Rita
- Stefancsik Annamária
- Varga Norbert

### 2006–2009
Osztályvezetőː Szélyes Imre, Őze Áron
- Bábinszki Ágnes
- Bánfi Kata
- Becsei Tamás
- Illés Dániel
- Kopek Janka
- Kovács Annamária
- Stelly Zsófia
- Solti Csanád
- Presenszky Zita
- Zsolnai Richárd

### 2007–2010
Osztályvezetőː Iglódi István
- Agatics Antal
- Endrédy Gábor
- Horváth Csenge
- Kékesi Gábor
- Losonci Krisztina
- Nagy Barbara
- Nánási Ágnes
- Orlik István
- Rédei Roland
- Tóth Gabriella
- Varga Zsuzsanna

### 2008–2011
Osztályvezetőː Huszár László, Szente Vajk, Varga Gábor
- Brückl Richard Martin
- Domreckájá Júlia
- Huberová Gabriela
- Juhász Levente
- Király Tamás
- Laurinyecz Réka
- Nagy Fanni
- Trecskó Zsófia
- Varnyu Katalin

### 2009–2012
Osztályvezezőkː Végh Péter, Szélyes Imre, Őze Áron
- Babócsai Réka
- Görgényi Fruzsina
- Habóczki Máté
- Illés Alexa
- Illés Olivér
- Illésy Éva
- Kozma Gábor Viktor
- Papp István
- Pásztor Ádám[9]
- Szemerédi Bernadett
- Vajai Flóra

### 2010–2013

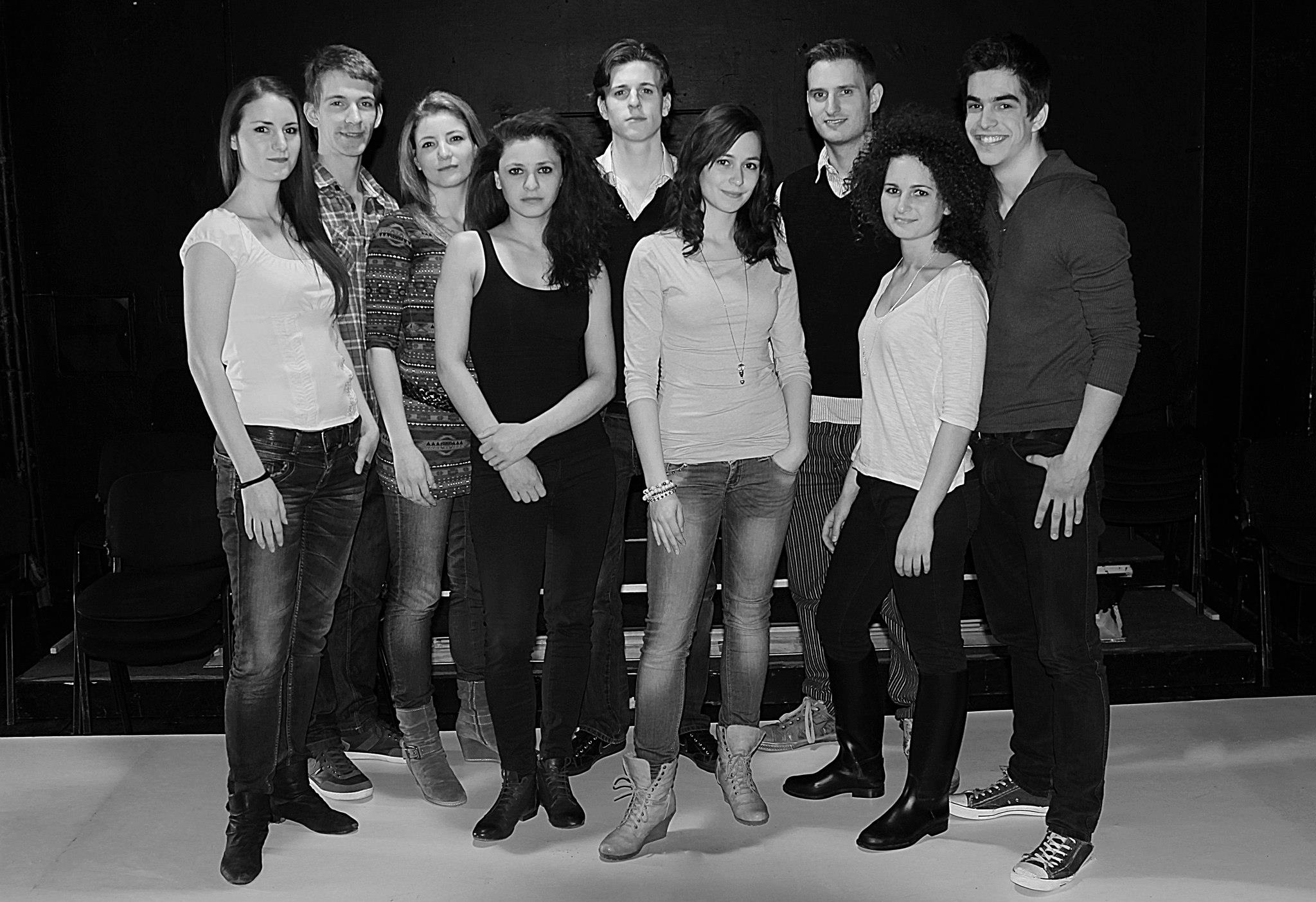
A 2013-as végzős színiakadémisták P. Szabó István fotóján

Osztályvezetőː Lengyel Ferenc, Rubold Ödön, Ruttkay Laura
- Fajtai Zsófia
- Vecsei László
- Rácz Zsuzsanna
- Kónya Renáta
- Adányi Alex
- Bánovits Vivianne
- Botlik Renátó
- Kaprielian Alexa
- Fekete Dániel

### 2011–2014
Osztályvezetőː Gémes Antos, Horváth Lajos Ottó
- Földesi Ágnes
- Héricz Patrik
- Józsa Bettina
- Hunyadi Máté
- Takács Zsuzsanna
- Kurucz Dániel

### 2012–2015
Osztályvezetőː Pál András, Őze Áron
- Kovács Olivér
- Lovas Emília
- Reil Evelin
- Rubóczki Márkó
- Seprenyi László
- Vincze Erika
- Csiszár Katalin
- Frank Ágnes
- Hollósy Nóra
- Kisari Zalán
- Kovács Dézi

### 2013–2016
Osztályvezetőː Lengyel Ferenc
- Dobai Attila
- Farkas Nóra
- Figeczki Vanda
- Kadlót Zsófia
- Károlyi Krisztián
- Kiss Anna Laura
- Magyar Judit
- Schmidt Sára
- Tóth Zsuzsanna
- Virág Péter Viktor

### 2014–2017
Osztályvezető tanárː Gémes Antos
- Ács Petra
- Bors Sherin
- Csatlós Fruzsina
- Csikász Ágnes
- Csipszer Bettina
- Egri Zsófia
- Gracza Virág
- Hegyesi Szkilla Vanessa
- Heltai Sára
- Hollósy Réka
- Iszak Dorottya
- Kárpáti Barbara
- Nagy Fruzsina
- Pleskó Szimonetta Evelin
- Simony Attila
- Vank Richárd

### 2015–2018
- Fodor Boglárka
- Horgas Ráhel Anna
- Hrisztov Tamás
- Kós Mátyás
- Rugly Csaba
- Tóth Boglárka

### 2016–2019
- Coric Tina
- Csík Édua
- Csiky Csongor Ábel
- Fellegi Balázs
- Hegyi Júlia
- Krasznai Vilmos
- Kucskár Kamilla
- Kulcs Dávid
- Kurucz Flóra
- László Bernadett
- Papp Csaba
- Pósa Fruzsina
- Raikovich Viktória
- Szigethy Norbert
- Szondi Bence

### 2017–2020
| Zenés osztály              | Prózai osztály     |
| -------------------------- | ------------------ |
| Osztályvezető: Szente Vajk |                    |
| Balázs Zsófia Franciska    | Cserdi Zsolt       |
| Kovács Balázs              | Hrubák Axel        |
| Kovács Gyopár              | Mach Cseperke      |
| Kováts Vera                | Péter Polla        |
| Molnár Janka               | Sáfár Adél         |
| Oláh Béla                  | Sebestény Bernát   |
| Tóth Norbert               | Varga Orsolya      |
| Venczli Zóra               | Winkler Tamás Ábel |

### 2018–2021
| Pál András osztálya   | Felhőfi-Kiss László osztálya |
| --------------------- | ---------------------------- |
| Borköles Bence        | Csanádi Petra                |
| Császár Eszter        | Ferenczi Dóra                |
| Gyöngyössy Csenge     | Földi Csenge                 |
| Flór Máté Gellért     | Porubszky Ágnes              |
| Rimóczi Dóra Fruzsina | Ruzicska Lilien              |
| Várhegyi Armand       | Takács Olivér                |
|                       | Tóth Géza Gergő              |

### 2019–2022
| Varga Éva - Mátyássy Szabolcs osztálya | Perényi Balázs - Harsányi-Sulyom László osztálya |
| -------------------------------------- | ------------------------------------------------ |
| Bácsi Bernadett                        | Fazekas László Csaba                             |
| Eszenszky Gergely                      | Gréczy Balázs                                    |
| Papp Domonkos                          | Hajdu Veronika Judit                             |
| Szép Evelin                            | Kovács Lili                                      |
| Tóth Norbert Márk                      | Penke Soma                                       |
|                                        | Sipőcz András Barnabás                           |
|                                        | Szegedi Áron                                     |

### 2020–2023

#### Halasi Dániel- Szabó Attila osztály
- Gécsek Bendegúz
- Jászay Dorina
- Kassay Márton
- Kovács László Márton
- Magos Fanni
- Murányi Eszter
- Szatmári Alíz Petra
- Tarján Lőrinc Hovhannesz
- Zováth Evelin
- Fürnstall Fanni

#### Hargitai Iván- Tóth Péter osztály
- Balázs Barabara
- Jenei Márton László
- Horváth Mózes
- Lázár Julianna
- Mezei Anna Mária
- Móré Márta Viktória
- Papp Ráhel
- Simon Péter István
- Tabajdi Anna Borbála
- Totev Noémi
- Verebélyi Alíz

## Forrás
- A Színiakadémia egykori növendékei (Hozzáférés: 2020. augusztus 16.)